# Mikael Aggefors
Mikael Aggefors (Estocolmo, 20 de enero de 1985) es un exjugador de balonmano sueco que jugaba de portero. Su último equipo fue el Aalborg HB. Fue un componente de la selección de balonmano de Suecia.
Su primer gran campeonato con la selección fue el Campeonato Mundial de Balonmano Masculino de 2021, donde su selección consiguió la medalla de plata.

## Palmarés

### Alingsås HK
- Liga sueca de balonmano masculino (1): 2014

### Aalborg
- Liga danesa de balonmano (4): 2017, 2019, 2020, 2021
- Copa de Dinamarca de balonmano (2): 2018, 2021
- Supercopa de Dinamarca (2): 2019, 2020

## Clubes
| Club        | País      | Año         |
| ----------- | --------- | ----------- |
| Alingsås HK | Suecia    | 2009 - 2016 |
| Aalborg HB  | Dinamarca | 2016 - 2023 |